# Orgel der Pfarrkirche St. Marien (Göttingen)
Die Orgel der Pfarrkirche St. Marien (Göttingen) ist eine in den Jahren 1925/1926 in der ev.-luth. Pfarrkirche St. Marien zu Göttingen neu gebaute Orgel, bei der 1928 eine Erweiterung, 1950 eine Änderung der Disposition, 1970/1971 eine Generalüberholung/Neuintonation und 2003 eine Generalrenovierung erfolgte.

## Hauptorgel

### Baugeschichte
Erste Erwähnung findet in der Geschichte der Pfarrkirche St. Marien zu Göttingen eine Orgel, die 1573 fertiggestellt wurde; 1646 Ausbesserung durch Orgelmacher Christoph Weiss, 1700 Umbau, 1783 Überarbeitung durch Franz Ignaz Kalert (Duderstadt), um 1820 Erweiterung um ein II. Clavier. 1864 bis 1865 erfolgte im Zuge der Restaurierung der Kirche ein Neubau der Orgel (II+P/18) durch Carl Giesecke, Göttingen, der einige Pfeifen und Windladen aus den Vorgängerorgeln übernahm. Der neugotische Prospekt für das Orgelwerk wurde von dem hannoverschen Architekten Conrad Wilhelm Hase entworfen.

#### Neubau 1925/1926 durch P. Furtwängler & Hammer
Da das von Carl Giesecke erbaute Instrument im Lauf der Jahre immer unzuverlässiger wurde, wurde von 1925 bis 1926 von der hannoverschen Orgelbauwerkstatt P. Furtwängler & Hammer ein Neubau als Opus 982 nach den Plänen und unter der Leitung von Christhard Mahrenholz errichtet. Dabei wurden große Teile des Pfeifenbestandes in das neue Werk übernommen, ebenso zunächst der neogotische Prospekt als nun stummer Prospekt. Das Rückpositiv wurde neu hinzugefügt. Die Orgeleinweihung fand am 17. Januar 1926 statt.
Bei der Planung der Klanggestaltung nahm Mahrenholz Dom Bedos, Andreas Werckmeister und die Familie Compenius zum Vorbild. Er disponierte jedes Teilwerk gleichberechtigt, mit voll ausgebauten Klangpyramiden mit etwa gleicher Lautstärke. Die Mensuren der Register, insbesondere der Aliquoten und Mixturen, sind eher weiter, der Winddruck eher niedrig. Register, die aus damaliger Sichtweise nicht mehr „orgelgemäß“ waren, wie Vox céleste oder Unda maris, wurden nicht mehr verbaut. Ebenso wurden Streicherstimmen nur noch in geringen Umfang verwendet (Salicional, Gambe). Ungewöhnlich für die damalige Zeit wurden viele Zungenregister disponiert.
Bezüglich des Ladensystems ließ Mahrenholz der ausführenden Orgelbauwerkstatt insofern freie Hand, als dass sie das Ladensystem verwenden solle, das sie am besten bei der Ausführung beherrsche. Daher erhielt die Orgel Taschenladen mit einer rein pneumatischen Spiel- und Registertraktur mit einer umfangreichen Anzahl von Spielhilfen und Koppeln. Die Zungenstimmen wurden von der Firma Carl Giesecke & Sohn, Göttingen geliefert.
Im Spannungsfeld zwischen spätromantischen Bauprinzipien und Rückbesinnung auf die Prinzipien des norddeutschen Orgelbaus zur Barockzeit entstand so ein Orgelwerk, das sich wieder am Werkaufbau, Mensuration und Intonation des Orgelbaus der Barockzeit orientierte, ohne jedoch eine Stilkopie einer barocken Orgel zu sein. Mit der Fertigstellung des Orgelwerkes 1926 wurde ein wichtiger Impuls für die Wiederaufnahme der elsässischen Orgelreform nach dem Ersten Weltkrieg gegeben. Bedeutende Organisten der damaligen Zeit, wie Günther Ramin, Fritz Heitmann oder Albert Schweitzer konzertierten an dem neuen Werk. Die Orgel wurde Ausgangspunkt der Göttinger Orgelbewegung.

#### Erweiterung 1927/1928 durch P. Furtwängler & Hammer
Mahrenholz entwarf 1927 einen neuen Prospekt, der im selben Jahr genehmigt wurde. Im Frühjahr 1928 wurden die Windladen gebaut und Giesecke fertigte die kupfernen Prospektpfeifen. Der heute vorhandene, klingende Prospekt wurde im Mai 1928 vorgebaut. Bis dahin erfolgten auch kleine Änderungen in der Disposition. Die Einweihung fand am 14. Mai 1928 durch Mahrenholz statt.

#### Änderung der Disposition 1950 durch Paul Ott
In der Vorbereitung des in Göttingen im selben Jahr stattfindenden Bachfestes ändert Paul Ott in Zusammenarbeit mit Mahrenholz teilweise den Pfeifenbestand sowie die Intonation und überholt den gesamten technischen Apparat.
Änderungen Pfeifenwerk und Disposition
Mixturen aller Werke erhalten höhere Chöre
(HW) Quintade 16′, umintoniert aus Groß-Gedackt 16′
(HW) Neu: Quinte 2 2⁄3′ statt Gambe 8′
(RP) Neu: Quinte 1 1⁄3′ statt Salizional 8′
(RP) Neu: Scharff IV–VI, ersetzt III
(OW) Salizional 8′ (aus RP) statt Fernflöte 8′
(P) Mixtur VI statt Rauschpfeife IV
(P) Neu: Trompete 8′ statt Cello 8′
Weitere Register erhielten durch die Umintonation und Änderung des Mensurverlaufes mehr Klangschärfe. Der Winddruck wird auf ca. 65 mm WS gesenkt.

#### Generalüberholung/Neuintonation 1970/1971 durch Emil Hammer
Da die Röhrenpneumatik immer unzuverlässiger wurde, so dass beispielsweise das Rückpositiv seit 1966 nicht mehr spielbar war, wurde im Vorfeld der Generalüberholung der Umbau der Orgel auf Schleifladen geprüft. Dieser Gedanke wurde aber sowohl von Mahrenholz als auch von der ausführenden Werkstatt Emil Hammer Orgelbau abgelehnt. Stattdessen wurden die röhrenpneumatische Traktur gegen eine elektro-pneumatische Traktur und die pneumatischen Koppeln des Spieltisches gegen elektrische Koppeln ausgetauscht. Der Spieltisch konnte so in seiner äußeren Form erhalten bleiben. Ebenfalls fand eine Neuintonation des kompletten Pfeifenwerks bei wieder auf 78 mm WS erhöhtem Winddruck statt, mit dem Ziel der Erhaltung bzw. Wiederherstellung des originalen Klangbildes von 1926. Das Ergebnis der Neuintonation überzeugte jedoch nicht durchgehend. Mit der Rückführung der Zungenstimmen auf das originale Klangbild durch Instandsetzung und Neuintonation wurde daher deren Hersteller beauftragt.

#### Generalrenovierung 2003 durch Gebrüder Hillebrand Orgelbau
Das Ziel der Arbeit der Gebrüder Hillebrand Orgelbau war es, das bedeutende Instrument zu erhalten und mit geringen Änderungen den klanglichen Zustand von 1925/1928 wiederherzustellen.
Änderungen Pfeifenwerk und Disposition
(HW) Wegfall: Quinte 2 2⁄3′, da nicht dem ursprünglichen Zustand zugehörig
(HW) Rekonstruktion Gambe 8′
(RP) Wegfall: Quinte 1 1⁄3′, da nicht dem ursprünglichen Zustand zugehörig
(OW) Rekonstruktion Fernflöte 8′
(P) Rekonstruktion Rauschpfeife IV aus Rauschpfeife VI
(P) Rekonstruktion Cello 8′ statt Sifflöte 2′
Der Zustand der Pfeifen wurde durch Erhöhung der inzwischen erniedrigten Aufschnitthöhen und Öffnung der stark zugekulpten Fußlöcher wieder auf den Originalzustand zurückgeführt, der Winddruck wieder auf 70 mm WS gesenkt. Windladen, Spieltisch und Trakturen wurden instand gesetzt. Der Spieltisch wurde überarbeitet, die Elemente neu angeordnet und eine 30-fache Setzeranlage neu eingebaut.

### Disposition seit 2003
| I Rückpositiv C–g3 |     |  |
| Bordun             | 8′  |  |
| Quintade           | 8′  |  |
| Salizional         | 8′  |  |
| Prinzipal          | 4′  |  |
| Blockflöte         | 4′  |  |
| Schweizerpfeife    | 2′  |  |
| Rohrflöte          | 2′  |  |
| Scharf III         |     |  |
| Sesquialtera II    |     |  |
| Rankett            | 16′ |  |
| Krummhorn          | 8′  |  |
| Tremulant          |     |  |

| II Hauptwerk C–g3 |     |
| Groß-Gedackt      | 16′ |
| Prinzipal         | 8′  |
| Holzflöte         | 8′  |
| Viola di Gamba    | 8′  |
| Oktave            | 4′  |
| Gemshorn          | 4′  |
| Oktave            | 2′  |
| Mixtur V          |     |
| Kornett V         |     |
| Trompete          | 8′  |

| III Oberwerk (schwellbar) C–g3 |       |
| Geigend-Prinzipal              | 8′    |
| Liebl. Gedackt                 | 8′    |
| Fernflöte                      | 8′    |
| Prinzipal                      | 4′    |
| Rohrflöte                      | 4′    |
| Nasat                          | 2 ⁄3′ |
| Waldflöte                      | 2′    |
| Nachthorn                      | 1′    |
| Zimbel III                     |       |
| Dulzian                        | 16′   |
| Oboe                           | 8′    |
| Regal                          | 4′    |
| Tremulant                      |       |

| Pedal C–f1         |         |
| Prinzipal          | 16′     |
| Subbaß             | 16′     |
| Quinte             | 10 2⁄3′ |
| Oktave             | 8′      |
| Gedackt            | 8′      |
| Cello              | 8′      |
| Oktave             | 4′      |
| Rauschpfeife IV    |         |
| Bärpfeife          | 32′     |
| Posaune            | 16′     |
| Dulzian (aus OW) 0 | 16′     |
| Trompet            | 8′      |
| Oboe (aus OW)      | 8′      |
| Regal (aus OW)     | 4′      |
| Schalmei           | 2′      |

- Koppeln:
  - Normalkoppeln: I/II, II/I, III/I, III/II, I/P, II/P, III/P
- Spielhilfen: Setzeranlage, Crescendowalze, Zimbelstern

### Technische Daten
- Anzahl der Register 48 (45): Rückpositiv 11, Hauptwerk 10, Oberwerk 12, Pedal 15 (davon 3 Transmissionen)
- Ladensystem: Taschenlade
- Art der Spiel- und Registertraktur: Ursprünglich pneumatisch, seit 1971 elektro-pneumatisch
- Stimmung: gleichschwebend
  -     - Tonhöhe: a1 = 440 Hz bei 16 °C

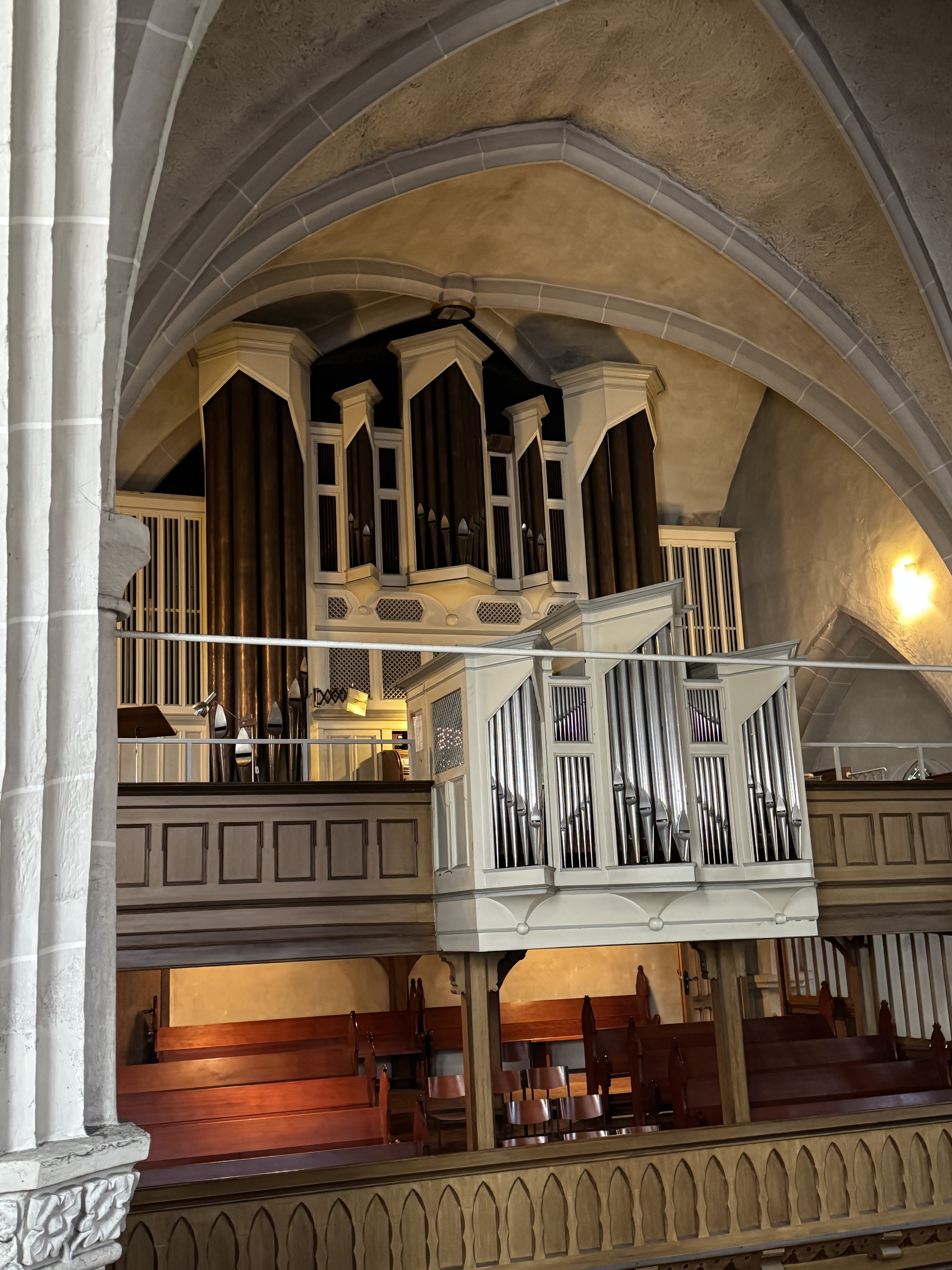
Prospekt seitlich
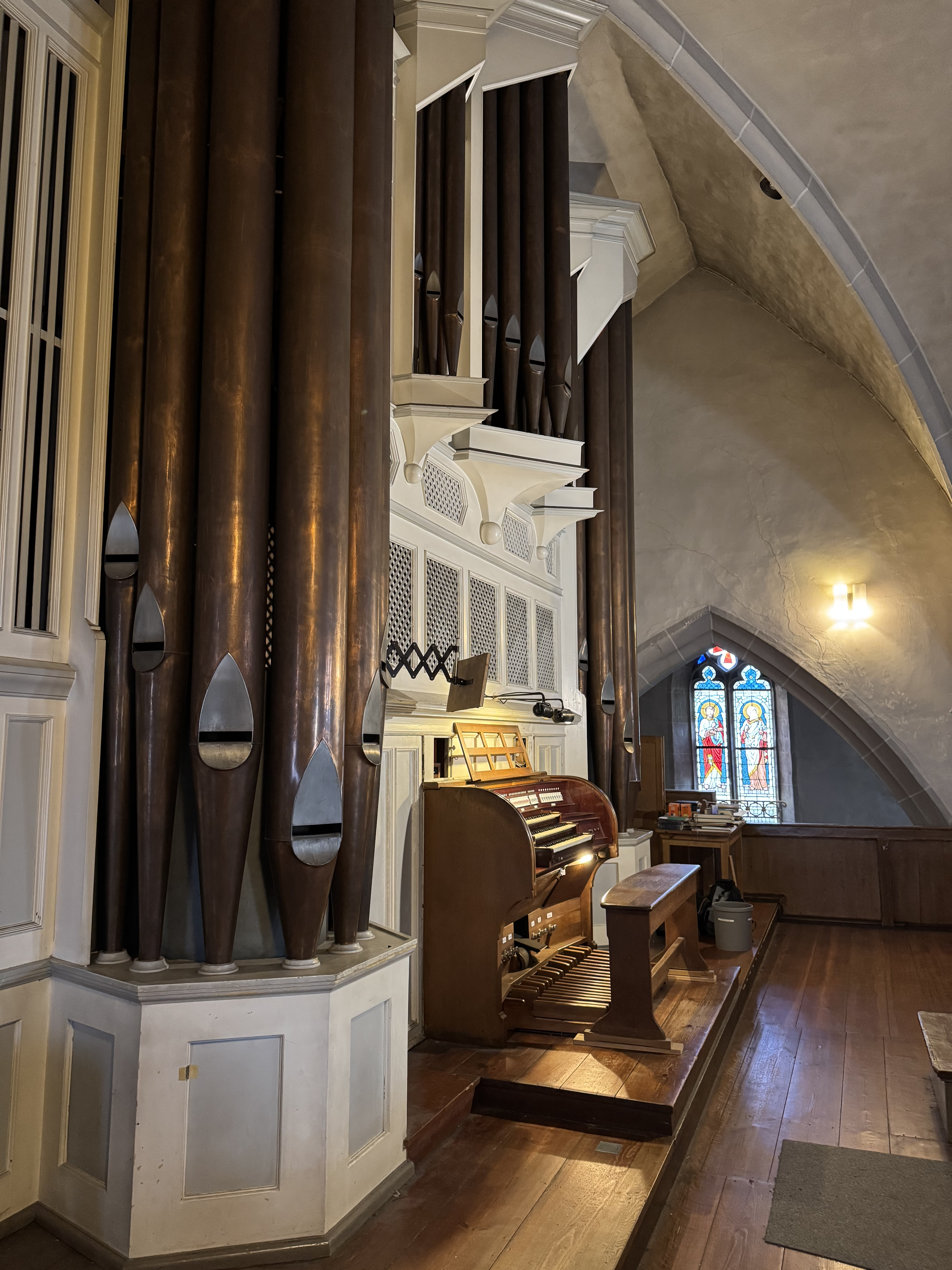
Orgel seitlich
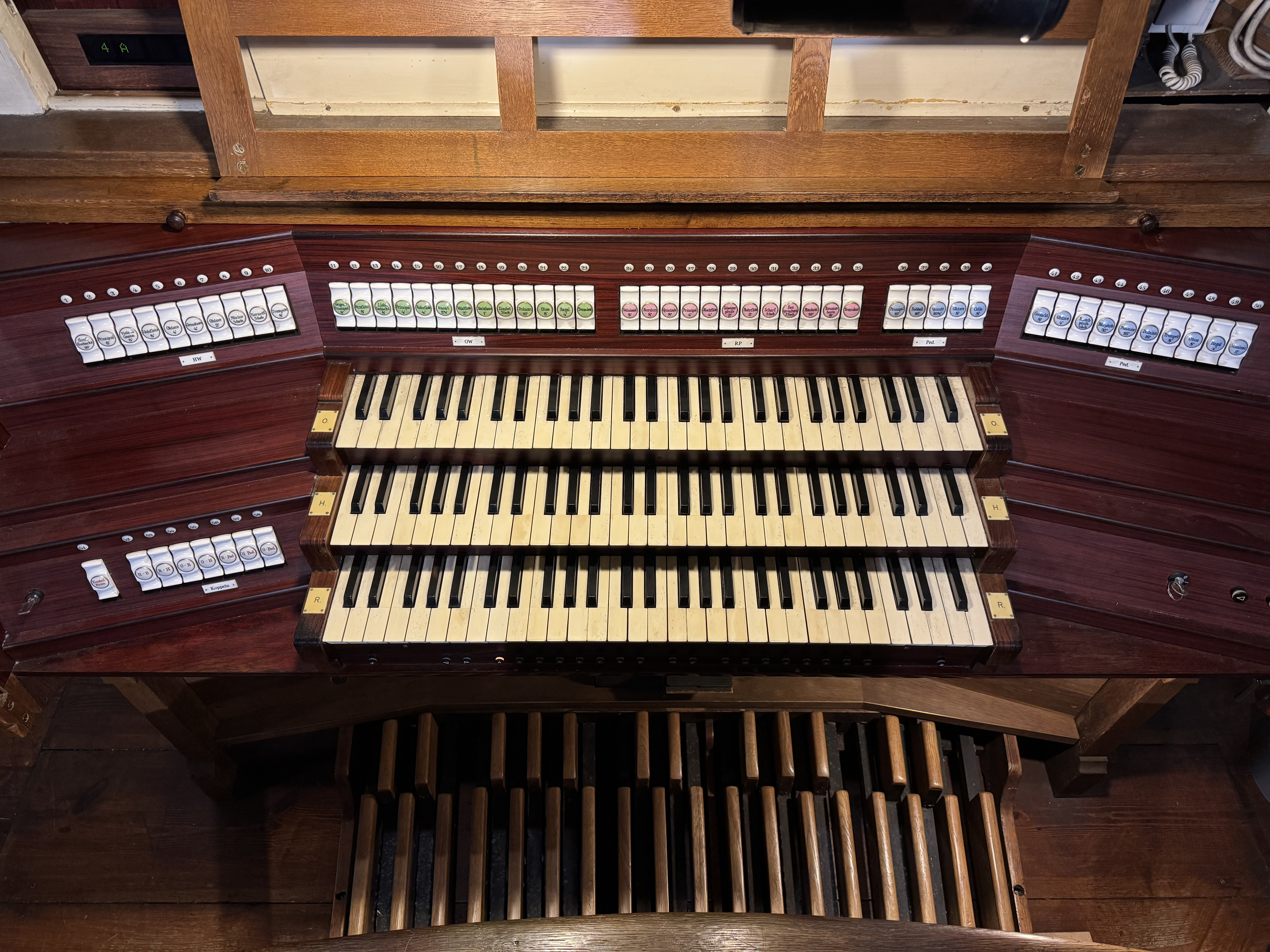
Spieltisch
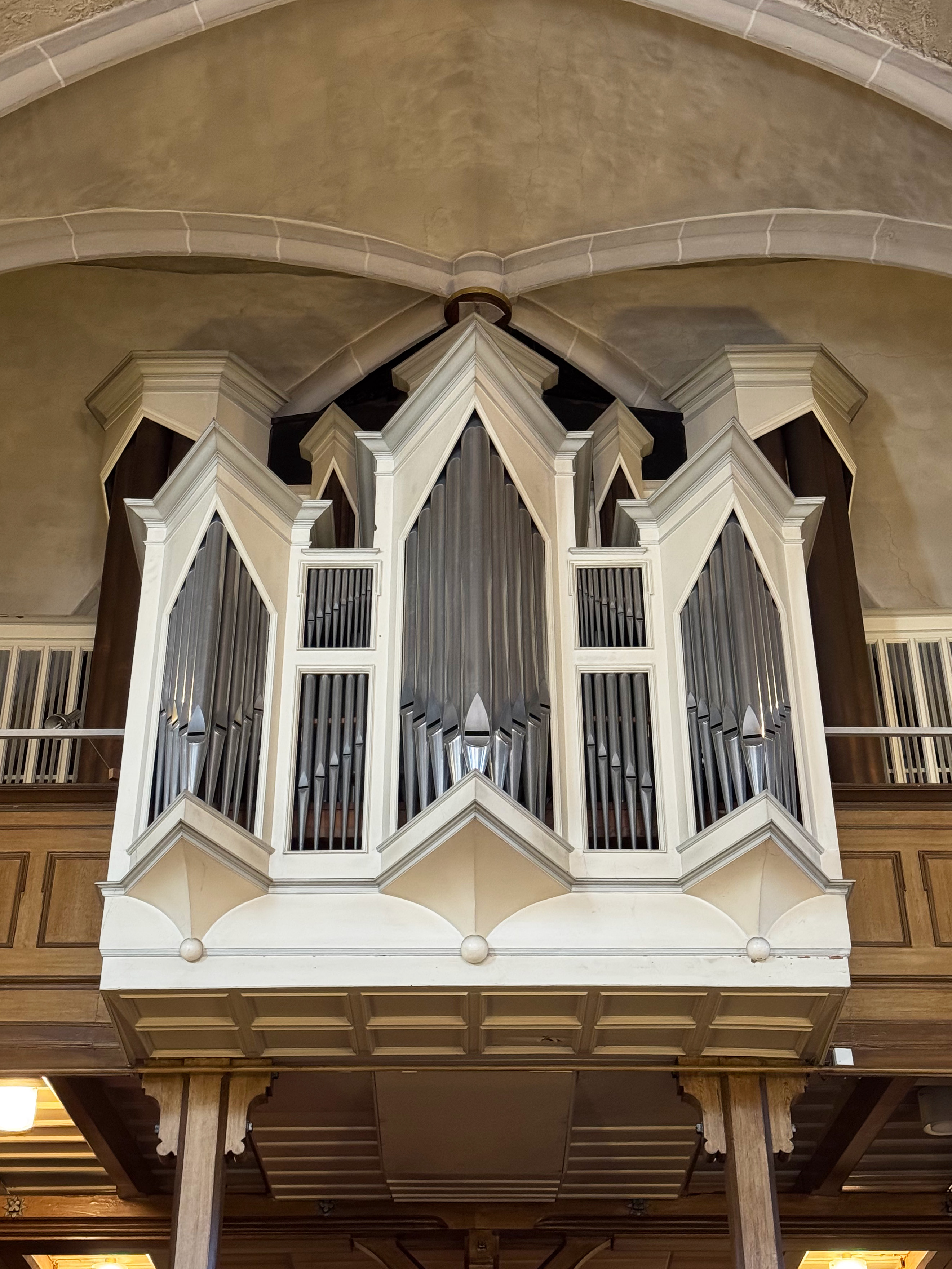
Rückpositiv

## Aufnahmen/Tonträger
- Späte Romantik – Frühe Moderne. 2005, Ambiente Audio ACD-1017 (Roman Summereder spielt Werke von Reger, Schmidt, Jarnach, David, Reda).
- Johann Nepomuk David: Ausgewählte Orgelwerke Vol. 2, Label: Ambiente, Nr. 2040